# Crawl - Intrappolati
Crawl - Intrappolati (Crawl) è un film del 2019 diretto da Alexandre Aja, con protagonisti Kaya Scodelario e Barry Pepper.

## Trama
L'aspirante nuotatrice dell'Università della Florida, Haley Keller, riceve una telefonata da sua sorella Beth, che la informa che un uragano di categoria 5 è in rotta di collisione con la Florida e le consiglia di uscire dallo stato. Haley è preoccupata per la sicurezza di suo padre Dave, poiché non risponde al telefono. Contro le istruzioni della polizia di stato della Florida, Haley naviga lungo le vie di evacuazione per controllare Dave. Prima va nel suo appartamento, dove vive da quando lui e sua madre hanno divorziato. Haley trova il cane di famiglia Sugar nel condominio ma non Dave ed è preoccupata che possa essere tornato nella casa di famiglia a Coral Lake, che presumibilmente ha venduto anni fa.
Haley e Sugar percorrono le strade allagate e trovano il camion di Dave nella casa di Coral Lake e, nel seminterrato, trova suo padre privo di sensi e ferito. Quando cerca di portarlo fuori, la sua uscita viene interrotta da alligatori, grossi e famelici, che Dave crede siano entrati in casa attraverso un canale di scolo per la pioggia. Gli alligatori sono troppo grandi per passare liberamente negli spazi sotto la casa, a causa della presenza di tubi che li ostacolano, consentendo a Haley e Dave di rifugiarsi in un'area sicura all'estremità del seminterrato. Tuttavia, l'uragano si intensifica e il seminterrato inizia a inondarsi, quindi Haley tenta di passare attorno agli alligatori prima che lei e suo padre affoghino.
Mentre tenta di fuggire e difendersi dagli alligatori, Haley perde il telefono e scopre che l'uscita secondaria del seminterrato è bloccata da una tavola in cima al portello. Cerca di chiedere aiuto ad un gruppo di saccheggiatori in una stazione di servizio di fronte alla casa, che però vengono uccisi dagli alligatori. Non può nulla neanche per impedire agli alligatori di attaccare e uccidere due agenti di polizia che cercavano sopravvissuti in casa. Dave riesce a uccidere un alligatore spaccandogli la testa con una pala, ma rimane intrappolato. In un ultimo disperato tentativo di fuga, Haley tenta di passare attraverso il canale di scolo, dove scopre che gli alligatori hanno fatto il loro nido e deposto le uova, e riesce ad ucciderne uno usando una pistola recuperata dal corpo di uno degli agenti di polizia.
Dopo essere finalmente scappati dal seminterrato Haley, Dave e Sugar cercano di usare la barca dei saccheggiatori proprio mentre l'occhio dell'uragano si sposta su di loro. Tuttavia, le acque rompono gli argini vicini e li travolgono facendoli finire di nuovo in casa, dove vengono separati. Mentre Dave e Sugar scappano per le scale, Haley si rifugia in cucina e usa una radio della polizia per trasmettere un segnale di soccorso.
Dopo aver recuperato una serie di razzi stradali e aver salvato Sugar dall'essere attaccato, Dave viene attaccato e perde un braccio. L'alligatore viene attirato in bagno da Haley, dove riesce ad intrappolarlo. Mentre tenta di richiamare un elicottero di salvataggio grazie ad un razzo segnalatore, viene attaccata da un altro alligatore, che tenta di affogarla. Mentre Dave e Sugar scappano in soffitta, Haley trafigge l'alligatore in un occhio con il razzo e tenta di nuotare verso il tetto dall'esterno della casa, evitando per poco di essere sbranata da un quarto alligatore prima che venga spazzato via. Riescono alla fine ad attirare l'elicottero che li porterà in salvo.

## Produzione
Le riprese del film sono iniziate nell'agosto 2018 a Belgrado e sono terminate nel settembre seguente.
Il budget del film è stato di 13,5 milioni di dollari.

## Promozione
Il primo trailer del film viene diffuso il 2 maggio 2019.

## Distribuzione
La pellicola è stata distribuita nelle sale cinematografiche statunitensi a partire dal 12 luglio 2019, ed in quelle italiane il 15 agosto dello stesso anno.

## Accoglienza

### Critica
Sull'aggregatore Rotten Tomatoes il film riceve l'83% delle recensioni professionali positive con un voto medio di 6,45 su 10 basato su 168 critiche, mentre su Metacritic riceve un punteggio di 60 su 100 basato su 30 critiche.
Maggie Dela Paz, critico di ComingSoon.net, posiziona il film all'ottavo posto tra i miglior del 2019.

### Incassi
Il film ha incassato 91,5 milioni di dollari in tutto il mondo.

## Riconoscimenti
- 2019 - National Film & TV Awards[8]
  - Candidatura per la miglior attrice a Kaya Scodelario
  - Candidatura per il miglior produttore a Alexandre Aja, Craig Flores e Sam Raimi